# Sistema di secrezione di tipo III

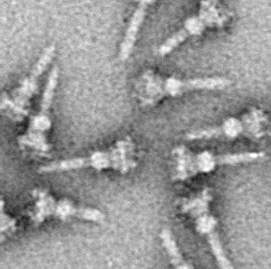
Immagine ottenuta da un microscopio elettronico a trasmissione di sistemi di secrezione di tipo III acuminati in Salmonella typhirium

Il sistema di secrezione di tipo III è una appendice proteica presente in diversi batteri Gram-negativi.
Nei batteri patogeni, questa struttura proteica ad ago viene utilizzata come sonda sensoriale per rilevare la presenza di organismi eucarioti e a secernere proteine che aiutano i batteri a infettarli. Le proteine effettrici vengono secrete direttamente dalla cellula batterica nella cellula eucariotica (ospite), dove esercitano una serie di effetti che aiutano il patogeno a sopravvivere e a sfuggire a una risposta immunitaria.
I batteri caratterizzati dal sistema di secrezione di tipo III 'injectosome' sono: 

-Shigella (agente eziologico della dissenteria)

-Salmonella (agente eziologico della salmonellosi)

-Escherichia coli (specie patogene che possono causare gastroenteriti)

-Vibrio cholerae (agente eziologico della colera)

-Burkholderia

-yersinia pestis (zoonosi, agente eziologico della peste)

-Chlamydia (malattia sessualmente trasmissibile)

-Pseudomonas (batterio opportunista)

Injectosome è un complesso proteico ATP dipendente, formato circa 30 proteine diverse, ancorate alle due membrane batteriche tramite strutture ad anello. Esse consentono la penetrazione nel doppio strato fosfolipidico dell'ospite, ed il successivo rilascio delle proteine nel citoplasma del bersaglio, attraverso il canale dell'ago.